# Zeno Debast
Zeno Koen Debast (ur. 24 października 2003) – belgijski piłkarz, grający na pozycji obrońcy w portugalskim klubie Sporting CP oraz w reprezentacji Belgii. Uczestnik Mistrzostw Europy 2024.
Wychowanek RSC Anderlecht. Został powołany na Mistrzostwa Świata 2022, jednak nie wystąpił w żadnym spotkaniu.

## Kariera klubowa
Treningi piłkarskie rozpoczął w wieku 5 lat w KSK Halle, z którego jako siedmiolatek trafił do Anderlechtu. W październiku 2019 został włączony do pierwszej drużyny tego klubu, podpisując trzyletni kontrakt. W lutym 2021 przedłużył kontrakt z klubem o rok, a w maju 2022 o kolejne dwa lata. W maju 2021 zanotował swoje pierwsze występy w barwach Anderlechtu, wchodząc na boisko w doliczonym czasie zremisowanego 2:2 meczu z Club Brugge 2 maja oraz w 17. minucie przegranego 0:1 spotkania z Royal Antwerp FC 23 maja.

## Kariera reprezentacyjna
Młodzieżowy reprezentant Belgii w kadrach od U-15 do U-19. W seniorskiej reprezentacji zadebiutował 22 września 2022 w wygranym 2:1 meczu Ligi Narodów z Walią.